# Талачево
Тала́чево (баш. Талас) — село в Стерлитамакском районе Республики Башкортостан Российской Федерации. Входит в состав  Буриказгановского сельсовета.

## Топоним
Название деревни — от антропонима. 

## Географическое положение
Расстояние до:
- районного центра (Стерлитамак): 24 км,
- центра сельсовета (Буриказганово): 6 км,
- ближайшей ж/д станции (Стерлитамак): 24 км.

## История
В Меркит-Минской волости на положении припущенных людей были жители д. Талачево, называвшейся Талачево-Мокшино. XIX век встретила она 22 дворами, где жило 70 башкир и 75 тептярей. X ревизия показала 61 башкира-вотчинника, 218 безземельных башкир, тептярей из татар. К 1920 г. количество дворов достигало 275, численность населения: полторы тысячи человек.
Башкиры Мукшинской волости Талас и Супай Мирясевы в 1669 г. были припущены вотчинниками Яик-Субы-Минской волости на вотчину по р. Асаф с платой в год по 4 куницы и по 1 батману (10 фунтов) меда.

## Население
| 2002 | 2009 | 2010 |
| ---- | ---- | ---- |
| 897  | ↗970 | ↘895 |

Национальный состав
Согласно переписи 2002 года, преобладающая национальность — башкиры (75 %).

## Люди, связанные с селом
- Ишмуратов, Миннираис Минигалиевич (род. 1940) — экономист. Доктор экономических наук (2010), профессор.

## Инфраструктура
Личное подсобное хозяйство с зоной сельскохозяйственного использования, индивидуальная застройка усадебного типа.
Основа экономики — сельское хозяйство.

## Религия
В селе есть мечеть «Ар-Рауф».

## Транспорт
Деревня доступна автотранспортом. Остановка общественного транспорта «Талачево». 